# 12 Heures de Sebring 1988
Navigation
Édition précédente Édition suivante
Les 12 Heures de Sebring 1988 sont la 36e édition de l'épreuve et la 3e manche du championnat IMSA GT 1988. Elles ont été remportées le 19 mars 1988 par la Porsche 962 no 86 de l’équipe Bayside Disposal Racing et pilotée par Hans-Joachim Stuck et Klaus Ludwig. L'édition précédente avait été remportée par la même équipe et le même numéro ainsi que le même prototype, seul l'équipage est différent.

## Circuit

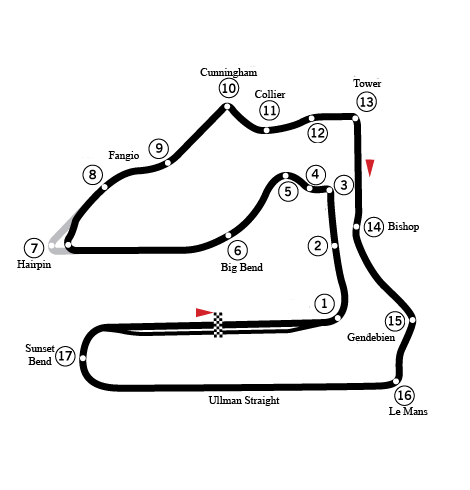
Le Sebring International Raceway, cadre des 12 Heures de Sebring 1988.

Les 12 Heures de Sebring 1988 se déroulent sur le Sebring International Raceway situé en Floride. Il est composé de deux longues lignes droites, séparées par des courbes rapides ainsi que quelques chicanes. Le tracé actuel diffère de celui de l'époque. Ce tracé a un grand passé historique car il est utilisé pour des courses automobiles depuis 1950. Ce circuit est célèbre car il a accueilli la Formule 1.

## Résultats
Voici le classement au terme de la course.
- Les vainqueurs de chaque catégorie sont signalés par un fond jauni.

| 1             | GTP    | 86  | Bayside Disposal Racing   | Hans-Joachim Stuck Klaus Ludwig                                 | Porsche 962                    | 318 |
| 2             | GTP    | 0   | Joest Racing              | Louis Krages Frank Jelinski Paolo Barilla                       | Porsche 962                    | 309 |
| 3             | GTP    | 16  | Dyson Racing              | Price Cobb James Weaver                                         | Porsche 962                    | 307 |
| 4             | GTP    | 1   | A. J. Foyt Enterprises    | A. J. Foyt Hurley Haywood                                       | Porsche 962                    | 304 |
| 5             | GTP    | 10  | Hotchkis Racing           | Jim Adams John Hotchkis John Hotchkis junior                    | Porsche 962                    | 303 |
| 6             | GTO    | 5   | Protofab Racing           | Wally Dallenbach John Jones                                     | Chevrolet Corvette             | 289 |
| 7             | GTP    | 61  | Castrol Jaguar Racing     | Jan Lammers Davy Jones Danny Sullivan                           | Jaguar XJR-9D                  | 283 |
| 8             | GTO    | 6   | Roush Racing              | Lyn St. James Deborah Gregg                                     | Mercury Merkur XR4Ti           | 282 |
| 9             | Lights | 9   | Essex Racing              | David Loring Tom Hessert                                        | Tiga GT286                     | 282 |
| 10            | GTO    | 33  | Roush Racing              | Les Delano Andy Petery Craig Carter                             | Mercury Capri                  | 278 |
| 11            | GTO    | 11  | Roush Racing              | Scott Pruett Pete Halsmer                                       | Mercury Merkur XR4Ti           | 275 |
| 12            | GTO    | 76  | Clayton Cunningham Racing | John Morton P. J. Jones                                         | Mazda RX-7                     | 273 |
| 13            | Lights | 40  | Gaston Andrey Racing      | Angelo Pallavicini Uli Bieri Paolo Guatamacchi Martino Finotto  | Tiga GT286                     | 269 |
| 14            | GTU    | 71  | Team Highball             | Dennis Shaw Amos Johnson                                        | Mazda RX-7                     | 267 |
| 15            | GTO    | 38  | Mandeville Auto Tech      | Roger Mandeville Kelly Marsh Don Marsh                          | Mazda RX-7                     | 266 |
| 16            | GTU    | 75  | Clayton Cunningham Racing | Bart Kendall Tom Frank                                          | Mazda RX-7                     | 265 |
| 17            | Lights | 80  | Gaston Andrey Racing      | Martino Finotto Ruggero Melgrati Guido Daccò                    | Alba AR6                       | 264 |
| 18            | GTP    | 09  | Ball Bros. Racing         | Steve Durst Mike Brockman Jeff Kline                            | Spice SE88P Firebird GTP       | 262 |
| 19            | GTU    | 82  | Dick Greer Racing         | Dick Greer Matt Mnich John Finger Mike Mees                     | Mazda RX-7                     | 261 |
| 20            | Lights | 23  | Di-Tech Buick             | Rex McDaniel George Petrilak Scott Livingston                   | Argo JM16                      | 259 |
| 21            | Lights | 55  | Huffaker Racing           | Paul Lewis Terry Visger Jon Woodner                             | Spice SE86CL Pontiac Fiero GTP | 251 |
| 22            | GTU    | 53  | Team Shelby               | Jack Broomall Tim Evans Garth Ullom                             | Dodge Daytona                  | 250 |
| 23            | GTU    | 53  | Ash Tisdelle              | Ash Tisdelle Lance Van Every Nort Northam                       | Chevrolet Camaro               | 232 |
| 24            | GTU    | 20  | Martinelli-Scott          | Jack Refenning Rusty Bond Freddy Baker                          | Porsche 911 Carrera            | 232 |
| 25            | Lights | 01  | Spice Engineering USA     | Charles Morgan Don Bell Hendrik ten Cate                        | Spice SE87L Pontiac Fiero GTP  | 229 |
| 26            | GTO    | 84  | Car Enterprises           | Craig Rubright Kermit Upton                                     | Chevrolet Camaro               | 229 |
| 27            | GTU    | 89  | 901 Racing                | Peter Uria Larry Figaro Skip Winfree                            | Porsche 911 Carrera RSR        | 226 |
| 28            | GTU    | 54  | SP Racing                 | Bill Auberlen Adrian Gang Gary Auberlen                         | Porsche 911                    | 224 |
| 29            | GTU    | 17  | Al Bacon Performance      | Bob Reed Al Bacon Amos Johnson                                  | Mazda RX-7                     | 217 |
| 30            | GTU    | 30  | Rudy Bartling             | Rudy Bartling Rainer Brezinka Fritz Hochreuter                  | Porsche 911                    | 217 |
| 31            | Lights | 42  | Lamas Motor Racing        | Howard Cherry Charles Monk Lorenzo Lamas Jack Newsum Tim McAdam | Fabcar CL                      | 212 |
| 32            | GTO    | 92  | Bob's Speed Product       | Del Russo Taylor Bob Lee Gary Myers Mark Montgomery             | Pontiac Firebird               | 205 |
| 33            | GTO    | 7   | Highlands Race Team       | Steve Roberts Kurt Roehrig                                      | Pontiac Firebird               | 197 |
| 34            | GTU    | 00  | Full Time Racing          | Kal Showket Neil Hanneman                                       | Dodge Daytona                  | 183 |
| 35            | GTO    | 69  | Greg Walker Racing        | Greg Walker Scott Lagasse King Smith                            | Chevrolet Corvette             | 174 |
| 36            | GTO    | 81  | Sentry Bank Equipment     | Ken Bupp Guy Church Robert Peters                               | Chevrolet Camaro               | 168 |
| 37            | GTU    | 18  | Simms-Romano Enterprises  | Paul Romano Bill McVey Robert Seaman William Hornack            | Mazda RX-7                     | 161 |
| Abandons      |        |     |                           |                                                                 |                                |     |
| 38            | Lights | 63  | Jim Downing               | Jim Downing Howard Katz Hiro Matsushita                         | Argo JM19                      | 268 |
| 39            | Lights | 19  | Essex Racing Services     | Bill Jacobson John Schneider Jim Brown                          | Tiga GT286                     | 229 |
| 40            | GTO    | 03  | Skoal Bandit Racing       | Buz McCall Paul Dallenbach Jack Baldwin                         | Chevrolet Camaro               | 225 |
| 41            | GTP    | 49  | HP Racing                 | Doc Bundy Bill Cooper Whitney Ganz                              | March 86G                      | 173 |
| 42            | GTO    | 12  | Spirit of Brandon         | Henry Brosnaham Kent Keller                                     | Chevrolet Camaro               | 161 |
| 43            | GTP    | 22  | Hendrick Motorsports      | Sarel van der Merwe Elliot Forbes-Robinson                      | Chevrolet Corvette GTP         | 151 |
| 44            | GTU    | 50  | Marco Polo Motorsports    | Dan Ripley Alan Freed Keith Rinzler                             | Pontiac Fiero                  | 145 |
| 45            | GTU    | 02  | C & C Inc.                | Tom Kendall Max Jones                                           | Chevrolet Beretta              | 145 |
| 46            | GTP    | 14  | Holbert Racing            | Chip Robinson Al Holbert                                        | Porsche 962                    | 142 |
| 47            | GTP    | 26  | Hi-Tech Racing            | Richard McDill Tom Juckette Bill McDill                         | March 84G                      | 142 |
| 48            | Lights | 97  | Whitehall Motorsports     | Claude Ballot-Léna Jean-Louis Ricci Skeeter McKitterick         | Spice SE88P Pontiac Fiero GTP  | 141 |
| 49            | GTP    | 30  | Momo Racing               | Michael Roe Giampiero Moretti                                   | March 86G                      | 135 |
| 50            | GTO    | 2   | Protofab Racing           | Greg Pickett Tommy Riggins                                      | Chevrolet Corvette             | 126 |
| 51            | Lights | 4   | S & L Racing              | Jim Miller Linda Ludemann Scott Schubot                         | Spice SE88P                    | 117 |
| 52            | Lights | 06  | Bobby Brown Racing        | Bobby Brown Billy Hagan Ron Nelson                              | Tiga GT286                     | 102 |
| 53            | GTU    | 68  | Latino Racing             | Luis Mendez Kikos Fonseca                                       | Porsche 911 Carrera            | 100 |
| 54            | GTO    | 98  | All American Racers       | Dennis Aase Chris Cord                                          | Toyota Celica Turbo            | 99  |
| 55            | Lights | 57  | Wonzer Racing             | Bill Bean Gary Wonzer Mike Cooper                               | Lola T616                      | 93  |
| 56            | GTO    | 41  | Ferrea Racing             | Luis Sereix Daniel Urrutia                                      | Chevrolet Camaro               | 88  |
| 57            | GTP    | 72  | Roy Baker Racing          | Lon Bender Albert Naon                                          | Tiga GC286                     | 81  |
| 58            | GTP    | 39  | Phoenix Race Cars         | John Gunn Gary Belcher                                          | Phoenix JG2                    | 63  |
| 59            | GTU    | 47  | Cumberland Valley Racing  | Richard Oakley Doug Mills                                       | Mazda RX-7                     | 37  |
| 60            | GTP    | 60  | Castrol Jaguar Racing     | Martin Brundle John Nielsen Raul Boesel                         | Jaguar XJR-9D                  | 31  |
| 61            | GTU    | 07  | Full Time Racing          | Dorsey Schroeder Bruce MacInnes                                 | Dodge Daytona                  | 25  |
| 62            | GTP    | 15  | John Kalagian Racing      | Jim Rothbarth Bernard Jourdain                                  | Porsche 962                    | 21  |
| 63            | GTO    | 99  | All American Racers       | Willy T. Ribbs Juan Manuel Fangio II                            | Toyota Celica Turbo            | 16  |
| 64            | GTP    | 31  | Momo Racing               | Tom Gloy Didier Theys Steve Phillips                            | March 86G                      | 2   |
| 65            | Lights | 48  | Lamas Motor Racing        | Chip Mead Lorenzo Lamas Tim McAdam                              | Fabcar CL                      | 2   |
| Non partants  |        |     |                           |                                                                 |                                |     |
| 66            | GTU    | 28  | Guy Church                | Russ Church E. J. Generotti Guy Church                          | Mazda RX-7                     |     |
| 67            | GTO    | 45  | Karl Keck                 | Mark Kennedy Karl Keck                                          | Chevrolet Corvette             |     |
| 68            | GTU    | 51  | HP Racing                 | Bob Copeman Joe Philips                                         | Porsche 911 Carrera RSR        |     |
| 69            | GTU    | 56  | Karl Durkheimer           | Karl Durkheimer Jim Torres                                      | Porsche 911 Carrera            |     |
| 70            | Lights | 58  | Wonzer Racing             | Paul Goral Brian Cameron Gary Wonzer Peter Argetsinger          | Lola T616                      |     |
| 71            | GTP    | 96  | Mahre Brothers            | Phil Mahre Steve Mahre                                          | URD C82                        |     |
| 72            | GTP    | 16T | Dyson Racing              | Price Cobb James Weaver Rob Dyson                               | Porsche 962                    |     |
| 73            | GTP    | 22T | Hendrick Motorsports      | Sarel van der Merwe Elliot Forbes-Robinson                      | Chevrolet Corvette GTP         |     |
| 74            | GTP    | 66T | Castrol Jaguar Racing     | Raul Boesel Davy Jones                                          | Jaguar XJR-9                   |     |
| Non qualifiés |        |     |                           |                                                                 |                                |     |
| 75            | GTU    | 46  | Red Line Racing           | Mike Guido Mike Graham Alan Crouch                              | BMW 325                        |     |
| 76            | GTO    | 66  | Chaunce Wallace           | Chaunce Wallace Warren Newell                                   | Chevrolet Camaro               |     |